# Rogów (Brzeziny)
Pour les articles homonymes, voir Rogów.
Rogów (prononciation [ˈrɔɡuf]) est un village de la gmina de Rogów, du powiat de Brzeziny, dans la voïvodie de Łódź, situé dans le centre de la Pologne.
Le village est le siège administratif (chef-lieu) de la gmina appelée gmina de Rogów.
Il se situe à environ 10 kilomètres à l'est de Brzeziny (siège du powiat) et 29 kilomètres à l'est de Łódź (capitale de la voïvodie).
Sa population s'élève approximativement à 1 500 habitants.

## Administration
De 1975 à 1998, le village était attaché administrativement à l'ancienne voïvodie de Skierniewice.

Depuis 1999, il fait partie de la nouvelle voïvodie de Łódź.